# 메밀차
메밀차는 덖은 메밀을 넣고 끓인 차이다. 껍질을 벗긴 메밀로 고슬고슬하게 밥을 지어 약간 말린 후에 덖어서 물을 붓고 끓여 만든다.